# Københavns Bryggerier og Malterier
Københavns Bryggerier og Malterier A/S, senere Bryggeriet Hafnia, var en sammenslutning af tre hvidtølsbryggerier, etableret 8. april 1898. Det primære bryggeri i virksomheden var et bryggeri etableret på Dronning Olgas Vej 70 på Frederiksberg 1896-98, også kendt som Bryggeriet Heidrun (tegnet af Gotfred Tvede). Dette bryggeri blev etableret som hvidtølsbryggeri af brænderiejer Vilian og først indregistreret under navnet Frederiksberg, men navnet blev ændret, før brygningen kom i gang. Dertil kom bl.a. Bryggeriet Stefan, der var stiftet i 1895 i Stefansgade af H.C. Meyer. Københavns Bryggerier og Malteriers hovedsæde lå i Brolæggerstræde 9.
Arbejdernes Bryggeri, fra 1920 kendt som Stjernen, forpagtede fra 1902 de nyopførte bygninger på Frederiksberg. I 1907 blev ejendommen på Dronning Olgas Vej helt overtaget af Arbejdernes Bryggeri.
Københavns Bryggerier og Malterier skiftede siden navn til Bryggeriet Hafnia og flyttede til Stefansgade 51. Herfra fortsatte driften til 1939. Indtil 1933 havde Hafnia leveret hvidtøl til Stjernen. Efter nedrivningen af bryggeriet blev boligkomplekset Stefansgården opført på stedet.
Bestyrelsen havde 7 medlemmer og professor, dr.jur., borgerrepræsentant Carl Torp var formand. Direktionen bestod af A. Petersen, Axel Hansen og V.H. Meyer.